# Anhalidin
Anhalidin ist ein Alkaloid aus der Gruppe der Kaktus-Alkaloide und der Tetrahydroisochinolinalkaloide.

## Vorkommen
Anhalidin kommt in mehreren Kakteen-Arten in geringer Menge vor, darunter Lophophora williamsii, Lophophora diffusa, Lophophora fricii, Aztekium ritteri, Pelecyphora aselliformis und Turbinicarpus pseudomacrochele. Es kommt auch in Cephalocereus multiareolatus, Cephalocereus scoparius und Neobuxbaumia tetetzo vor.

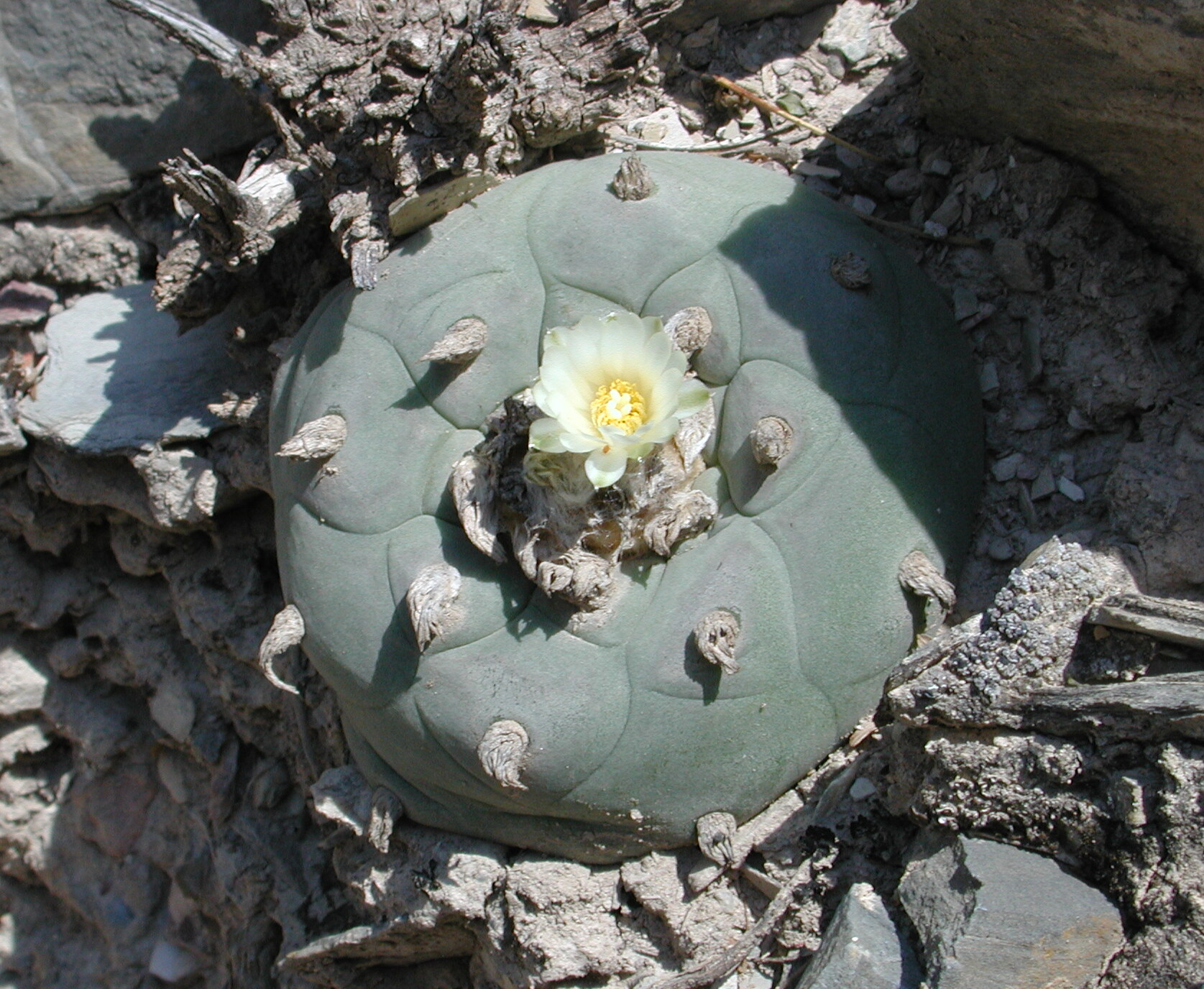
Lophophora diffusa
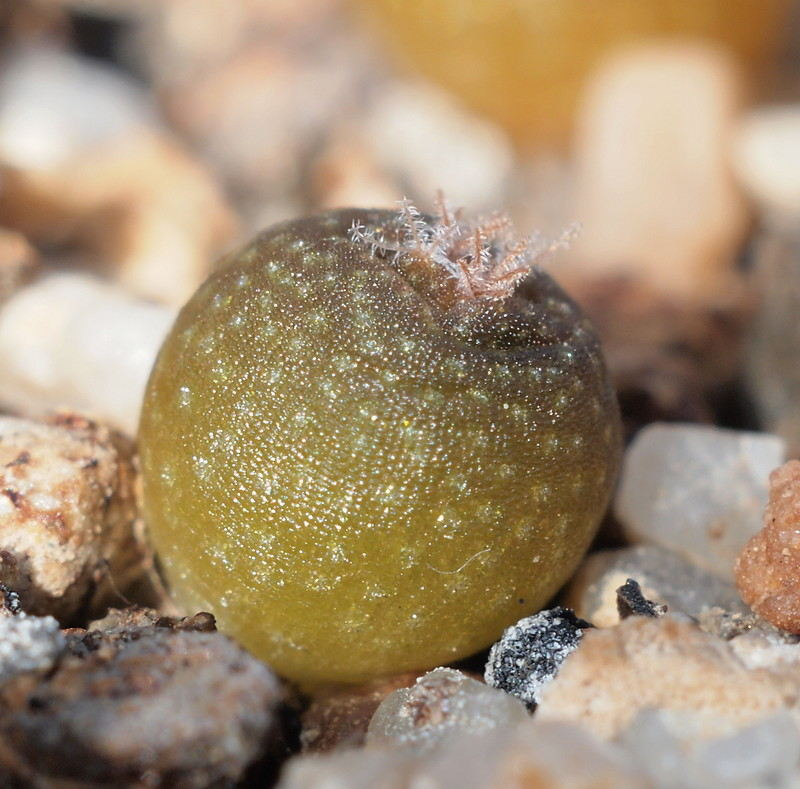
Lophophora fricii
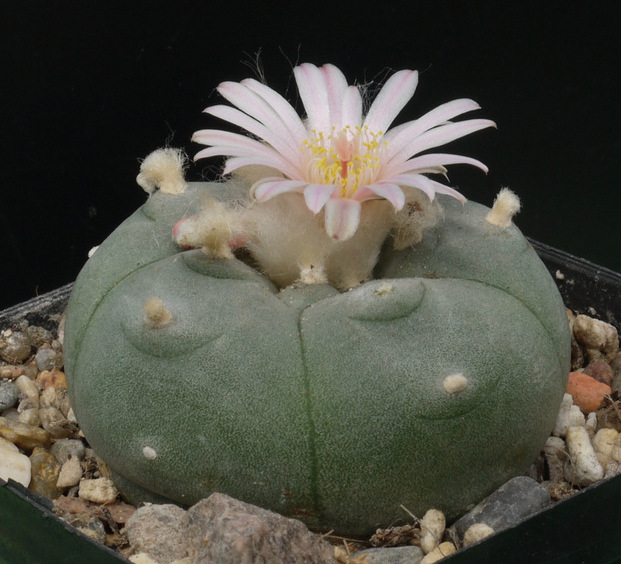
Lophophora williamsii
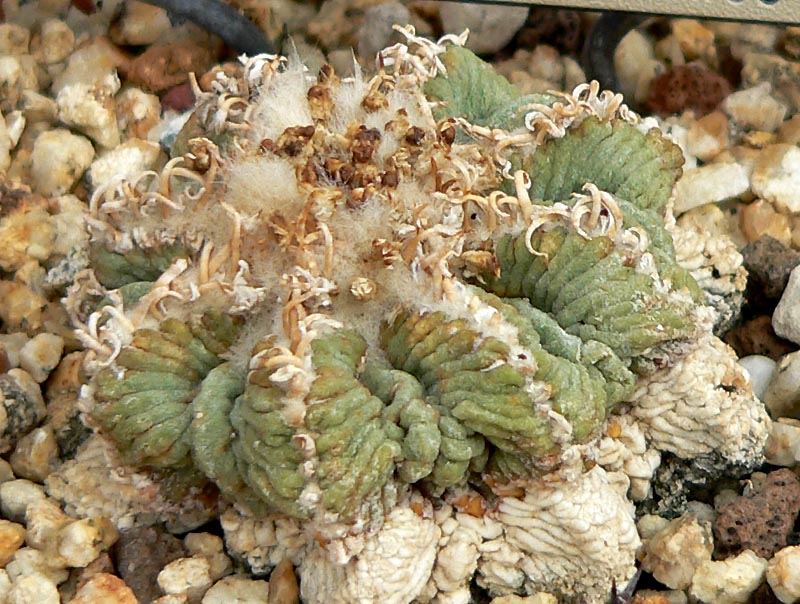
Aztekium ritteri
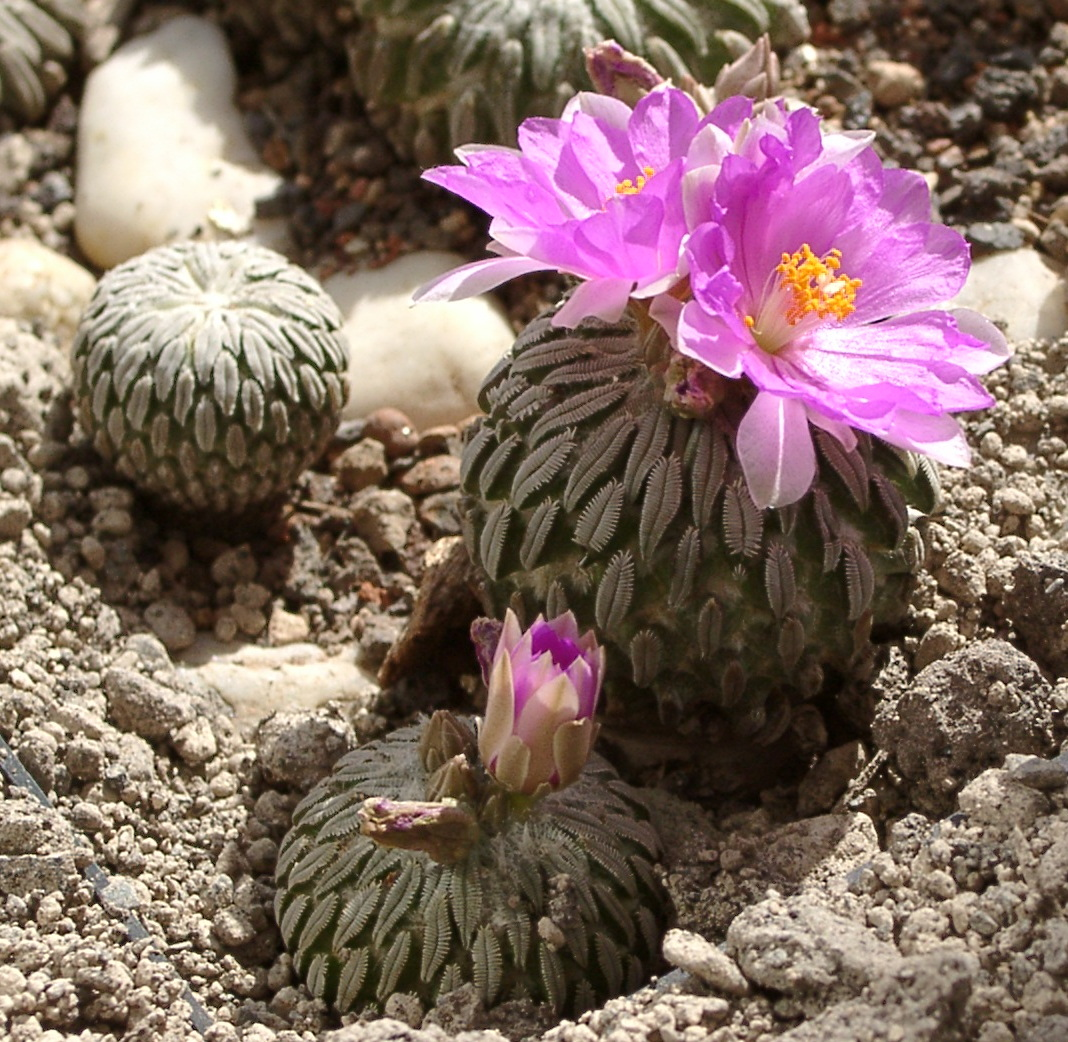
Pelecyphora aselliformis
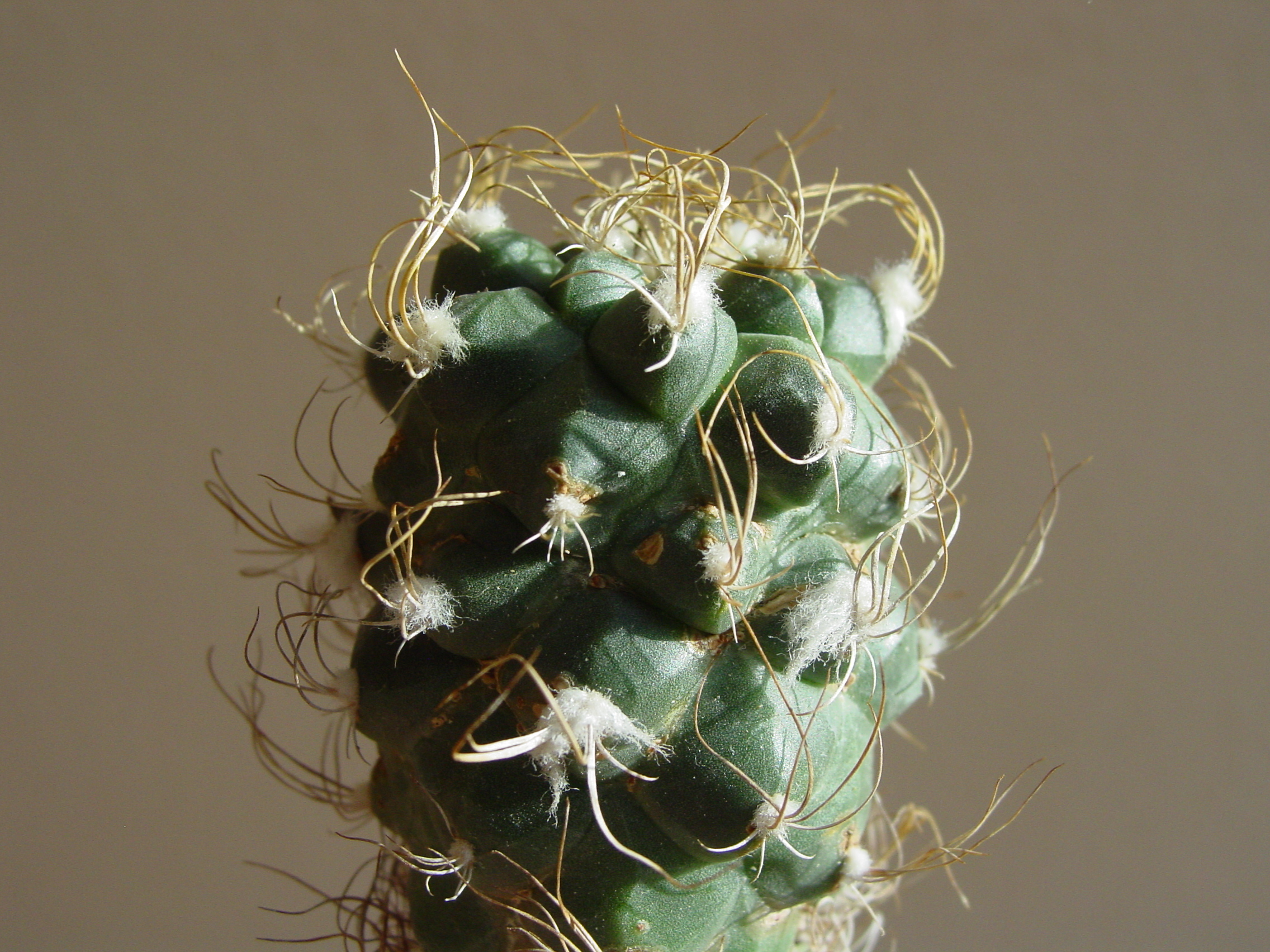
Turbinicarpus pseudomacrochele
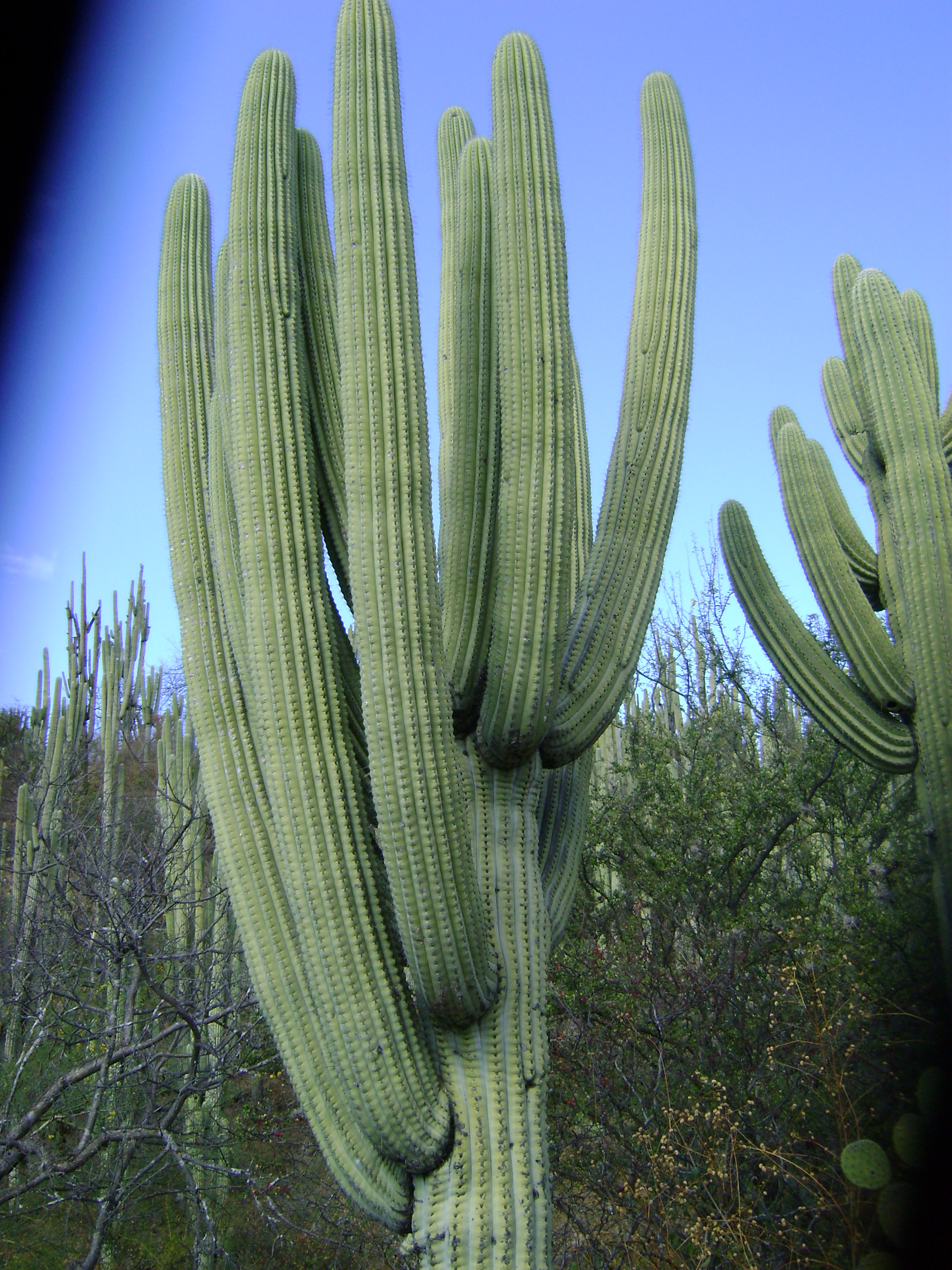
Neobuxbaumia tetetzo

Neben dem Vorkommen in Kakteen wurde es in geringer Menge auch in der Akazienart Acacia rigidula nachgewiesen.

## Biosynthese
Wie bei anderen Kaktusalkaloiden in Lophophora auch, geht die Biosynthese von Tyrosin aus. Dieses wird durch die Tyrosin-Decarboxylase decarboxyliert. Die nächsten Schritte sind die Einführung einer Hydroxygruppe in Position 3 und die Methylierung derselben, Methylierung der Aminogruppe, Einführung einer dritten Hydroxygruppe in Position 5 und die Methylierung der Hydroxygruppe in Position 4. Durch Cyclisierung entsteht schließlich Anhalidin.

Biosynthese von Anhalidin ausgehend von Tyrosin

## Synthese
Die Synthese ist über eine Mannich-Reaktion von 2,3-Dimethoxyphenol mit Formaldehyd und N-Methyl-2-aminoacetaldehyd-Diethylacetal möglich, gefolgt von Behandlung mit Säure (zur Hydrolyse des Acetals mit Ringschluss) und Hydrierung unter Palladium-Katalyse.